# Julianalaan 2 (Soest)
Julianalaan 2 is een gemeentelijk monument in Soest in de provincie Utrecht. Het huis staat tussen de Julianalaan en de Wilhelminalaan.
De villa werd in 1906 gebouwd voor weduwe P. Roem Izn. uit Hilversum. De serre uit 1967 werd in 1977 tot eetkamer gemaakt. De villa staat op een T-vormige plattegrond en heeft twee haaks op elkaar staande zadeldaken. Veel van de bovenlichten zijn voorzien van roeden. Ook de zijlichten van de rondbogige voordeur zijn van roeden voorzien.